# Erik Nevland
Erik Nevland (Stavanger, 10 novembre 1977) è un ex calciatore norvegese, di ruolo attaccante.

## Carriera

### Club

#### Gli inizi
Nevland cominciò la carriera professionistica con la maglia del Viking. Debuttò nell'Eliteserien con questa maglia, in data 20 ottobre 1996, quando subentrò a Kenneth Storvik nei minuti finali del successo casalingo per 3-0 sul Molde. L'11 maggio 1997 realizzò la prima rete nella massima divisione norvegese, contribuendo alla vittoria per 1-4 sul campo del Brann. Il 16 maggio arrivò la prima doppietta, nel successo per 5-1 sullo Stabæk. Nella sua seconda stagione in squadra, ebbe più fiducia da parte dell'allenatore. Nel 1997, totalizzò 16 presenze in squadra e 10 reti, tra campionato e coppa.
In virtù di queste prestazioni, sostenne allora un provino per gli inglesi del Manchester United. Impressionò il manager Alex Ferguson realizzando triplette in successione, con la squadra riserve, che gli fece firmare così un contratto dalla durata quadriennale. Dovette così contendere un posto tra i titolari ai compagni Andy Cole, Teddy Sheringham, Paul Scholes e Ole Gunnar Solskjær. Esordì con la maglia dei Red Devils in data 14 ottobre 1997, subentrando a Ronny Johnsen nella sconfitta per 2-0 in casa dell'Ipswich Town, in un incontro valido per la FA Cup 1997-1998. Il 19 gennaio 1998 disputò l'unico match nella Premier League per il Manchester United, sostituendo stavolta Gary Neville nella sconfitta per 1-0 contro il Southampton.

#### Gli anni successivi
L'attaccante norvegese tornò poi, con la formula del prestito, al Viking. Giocò 8 partite nel campionato 1998, con 3 reti, da aprile a giugno. Conclusa questa parentesi, fece ritorno al Manchester United: giocò un solo altro incontro in squadra. Il 28 ottobre 1998 fu infatti schierato in campo in luogo di Philip Mulryne nel successo per 2-0 sul Bury. Fu proprio Nevland a fissare il punteggio su questo risultato, con un gol nei tempi supplementari della partita, valida per la Football League Cup 1998-1999. Nel 1999 fu ceduto in prestito agli svedesi del Göteborg, ma il suo spazio fu limitato a 4 presenze nella Allsvenskan. Tornato ancora al Manchester United, non fu più impiegato in incontri ufficiali.

#### Il ritorno al Viking
A gennaio 2000 tornò ancora al Viking, firmando questa volta un contratto definitivo. Fu impiegato con grande regolarità per cinque stagioni, fornendo un buon quantitativo di reti. Il 9 agosto 2001 disputò il primo incontro nelle competizioni europee per club, seppure nei turni preliminari: fu infatti titolare nella vittoria per 1-0 sul Brotnjo, nella Coppa UEFA 2001-2002. Il 27 settembre arrivò la prima rete nella competizione, nella vittoria per 2-0 sul Kilmarnock. Nella stessa annata, contribuì al successo finale nella Coppa di Norvegia 2001. Rimase in squadra fino alla conclusione del campionato 2004.

#### Nuove esperienze all'estero
Nevland firmò poi per gli olandesi del Groningen dove era affiancato in Attacco da Glen Salmon . Debuttò nell'Eredivisie il 7 novembre 2004, schierato titolare nel successo per 1-2 in casa del Twente: il norvegese segnò una rete nel corso del match. Il 21 novembre realizzò una doppietta nella vittoria per 1-2 sul campo del Feyenoord. L'8 maggio 2005 siglò una tripletta, nel pareggio casalingo per 4-4 contro il Roda. Concluse la stagione con 16 reti in 20 apparizioni e contribuì a far raggiungere il 12º posto finale al Groningen. L'annata successiva fu meno prolifica, con 8 gol in 29 partite di campionato. Nel corso della stagione, e precisamente il 13 gennaio 2006 diventò il primo calciatore a segnare una rete all'Euroborg, nuovo stadio del Groningen: fu lui a portare in vantaggio la sua squadra, infatti, nel successo per 2-0 sullo Heerenveen. Nello stesso campionato, il Groningen centrò la qualificazione alla Coppa UEFA successiva. Nevland rimase nei Paesi Bassi fino al gennaio 2008.
Il 28 gennaio 2008 fu ufficializzato il suo trasferimento al Fulham, con il calciatore che si legò al nuovo club con un contratto di due anni e mezzo. Il 3 febbraio esordì con questa casacca, schierato titolare dal manager Roy Hodgson in occasione della vittoria per 2-1 sull'Aston Villa. Il 12 aprile realizzò la prima rete per i Cottagers, nel successo per 0-2 sul campo del Reading. Diede il suo contributo affinché il Fulham potesse raggiungere la salvezza. Il 31 gennaio 2009 realizzò la prima doppietta, nel successo per 3-1 sul Portsmouth. A fine stagione, il club centrò la qualificazione per l'edizione successiva dell'Europa League. Proprio in questa competizione, in data 5 novembre 2009, fu espulso nel corso della sfida contro la Roma, in una sconfitta del Fulham per 2-1 allo stadio Olimpico, per un intervento su Daniele De Rossi. I Cottagers raggiunsero la finale della competizione, arrivando a contendere il trofeo all'Atlético Madrid. Nevland scese in campo a pochi minuti dal termine dei tempi regolamentari, sul punteggio di 1-1: la sfida continuò però ai tempi supplementari, finché Diego Forlán non segnò la rete che valse la doppietta personale e il trofeo per i Colchoneros. A fine stagione, l'attaccante decise di lasciare il club londinese, per tornare in patria.

#### Il rientro in patria
Nevland fu presentato come nuovo giocatore del Viking in data 15 giugno 2010. Scelse la maglia numero 15. Il 1º agosto tornò a calcare i campi dell'Eliteserien, schierato titolare nel pareggio casalingo a reti inviolate contro il Sandefjord. Siglò 6 reti in 12 partite di campionato, nello scorcio di stagione che giocò con questa maglia. Nell'annata seguente, i gol furono 8 in 28 presenze. Il 18 novembre 2012, giocò la sua ultima partita contro il Tromso, vinta per 2-1 dalla sua squadra.

### Nazionale
Nevland conta 15 presenze per la Norvegia under 21. Esordì il 7 giugno 1997, nella sconfitta per 2-0 contro l'Ungheria under 21. Partecipò al campionato europeo di categoria del 1998, torneo che si concluse con un terzo posto finale per la selezione scandinava. L'8 febbraio 1999 arrivò l'unica rete, nella vittoria per 0-2 contro la Finlandia under 21. Disputò poi 8 incontri per la Nazionale maggiore. La prima di queste la giocò il 6 giugno 2001, quando sostituì Roar Strand nel pareggio per 1-1 contro la Bielorussia.

## Statistiche

### Presenze e reti nei club
Statistiche aggiornate al 21 novembre 2012.
| Stagione                 | Club                     | Campionato               | Campionato | Campionato | Coppe nazionali | Coppe nazionali | Coppe nazionali | Coppe continentali | Coppe continentali | Coppe continentali | Supercoppe | Supercoppe | Supercoppe | Totale | Totale |
| Stagione                 | Club                     | Comp                     | Pres       | Reti       | Comp            | Pres            | Reti            | Comp               | Pres               | Reti               | Comp       | Pres       | Reti       | Pres   | Reti   |
| ------------------------ | ------------------------ | ------------------------ | ---------- | ---------- | --------------- | --------------- | --------------- | ------------------ | ------------------ | ------------------ | ---------- | ---------- | ---------- | ------ | ------ |
| 1996                     | Viking                   | ES                       | 1          | 0          | CN              | 0               | 0               | -                  | -                  | -                  | -          | -          | -          | 1      | 0      |
| gen.-giu. 1997           | Viking                   | ES                       | 13         | 5          | CN              | 3               | 5               | -                  | -                  | -                  | -          | -          | -          | 16     | 10     |
| 1997-1998                | Manchester United        | PL                       | 1          | 0          | FA+LC           | 3+1             | 0               | UCL                | 0                  | 0                  | -          | -          | -          | 5      | 0      |
| mar.-giu. 1998           | Viking                   | ES                       | 8          | 3          | CN              | 1               | 0               | -                  | -                  | -                  | -          | -          | -          | 9      | 3      |
| 1998-gen. 1999           | Manchester United        | PL                       | 0          | 0          | FA+LC           | 0+1             | 0+1             | UCL                | 0                  | 0                  | CS         | 0          | 0          | 1      | 1      |
| gen.-mag. 1999           | Göteborg                 | A                        | 4          | 0          | SC              | ?               | ?               | CU                 | -                  | -                  | -          | -          | -          | ?      | ?      |
| 1999-gen. 2000           | Manchester United        | PL                       | 0          | 0          | FA+LC           | 0               | 0               | UCL                | 0                  | 0                  | CS+SU+CInt | 0          | 0          | 0      | 0      |
| Totale Manchester United | Totale Manchester United | Totale Manchester United | 1          | 0          |                 | 5               | 1               |                    | 0                  | 0                  |            | 0          | 0          | 6      | 1      |
| 2000                     | Viking                   | ES                       | 20         | 13         | CN              | 2               | 0               | -                  | -                  | -                  | -          | -          | -          | 22     | 13     |
| 2001                     | Viking                   | ES                       | 25         | 14         | CN              | 6               | 3               | CU                 | 6                  | 1                  | -          | -          | -          | 37     | 18     |
| 2002                     | Viking                   | ES                       | 20         | 10         | CN              | 4               | 6               | CU                 | 4                  | 2                  | -          | -          | -          | 28     | 18     |
| 2003                     | Viking                   | ES                       | 25         | 11         | CN              | 4               | 1               | -                  | -                  | -                  | -          | -          | -          | 29     | 12     |
| 2004                     | Viking                   | ES                       | 23         | 6          | CN              | 2               | 4               | -                  | -                  | -                  | -          | -          | -          | 25     | 10     |
| nov. 2004-2005           | Groningen                | ED                       | 20         | 16         | CO              | -               | -               | -                  | -                  | -                  | -          | -          | -          | 20     | 16     |
| 2005-2006                | Groningen                | ED                       | 29         | 8          | CO              | 5               | 2               | -                  | -                  | -                  | -          | -          | -          | 34     | 10     |
| 2006-2007                | Groningen                | ED                       | 31         | 13         | CO              | 1               | 0               | CU                 | 0                  | 0                  | -          | -          | -          | 32     | 13     |
| 2007-gen. 2008           | Groningen                | ED                       | 15         | 6          | CO              | 1               | 0               | CU                 | 2                  | 1                  | -          | -          | -          | 18     | 7      |
| Totale Groningen         | Totale Groningen         | Totale Groningen         | 95         | 43         |                 | 7               | 2               |                    | 2                  | 1                  |            | -          | -          | 104    | 46     |
| gen.-giu. 2008           | Fulham                   | PL                       | 8          | 2          | FA+LC           | -               | -               | -                  | -                  | -                  | -          | -          | -          | 8      | 2      |
| 2008-2009                | Fulham                   | PL                       | 21         | 4          | FA+LC           | 3+2             | 0               | -                  | -                  | -                  | -          | -          | -          | 26     | 4      |
| 2009-2010                | Fulham                   | PL                       | 23         | 3          | FA+LC           | 1+0             | 1+0             | UEL                | 6                  | 0                  | -          | -          | -          | 30     | 4      |
| Totale Fulham            | Totale Fulham            | Totale Fulham            | 52         | 9          |                 | 6               | 1               |                    | 6                  | 0                  |            | -          | -          | 64     | 10     |
| ago.-dic. 2010           | Viking                   | ES                       | 12         | 6          | CN              | 1               | 0               | -                  | -                  | -                  | -          | -          | -          | 13     | 6      |
| 2011                     | Viking                   | ES                       | 28         | 8          | CN              | 5               | 5               | -                  | -                  | -                  | -          | -          | -          | 33     | 13     |
| 2012                     | Viking                   | ES                       | 14         | 2          | CN              | 1               | 1               | -                  | -                  | -                  | -          | -          | -          | 15     | 3      |
| Totale Viking            | Totale Viking            | Totale Viking            | 193        | 77         |                 | 31              | 25              |                    | 10                 | 3                  |            | -          | -          | 234    | 105    |
| Totale                   | Totale                   | Totale                   | 345        | 129        |                 | ?               | ?               |                    | 18                 | 4                  |            | 0          | 0          | ?      | ?      |

### Cronologia presenze e reti in Nazionale
| Cronologia completa delle presenze e delle reti in nazionale ― Norvegia | Cronologia completa delle presenze e delle reti in nazionale ― Norvegia | Cronologia completa delle presenze e delle reti in nazionale ― Norvegia | Cronologia completa delle presenze e delle reti in nazionale ― Norvegia | Cronologia completa delle presenze e delle reti in nazionale ― Norvegia | Cronologia completa delle presenze e delle reti in nazionale ― Norvegia | Cronologia completa delle presenze e delle reti in nazionale ― Norvegia | Cronologia completa delle presenze e delle reti in nazionale ― Norvegia |
| Data                                                                    | Città                                                                   | In casa                                                                 | Risultato                                                               | Ospiti                                                                  | Competizione                                                            | Reti                                                                    | Note                                                                    |
| ----------------------------------------------------------------------- | ----------------------------------------------------------------------- | ----------------------------------------------------------------------- | ----------------------------------------------------------------------- | ----------------------------------------------------------------------- | ----------------------------------------------------------------------- | ----------------------------------------------------------------------- | ----------------------------------------------------------------------- |
| 6-6-2001                                                                | Oslo                                                                    | Norvegia                                                                | 1 – 0                                                                   | Bielorussia                                                             | Qual. Mondiali 2002                                                     | -                                                                       |                                                                         |
| 15-11-2006                                                              | Belgrado                                                                | Serbia                                                                  | 1 – 1                                                                   | Norvegia                                                                | Amichevole                                                              | -                                                                       |                                                                         |
| 28-3-2007                                                               | Francoforte                                                             | Turchia                                                                 | 2 – 2                                                                   | Norvegia                                                                | Qual. Euro 2008                                                         | -                                                                       |                                                                         |
| 6-2-2008                                                                | Wrexham                                                                 | Galles                                                                  | 3 – 0                                                                   | Norvegia                                                                | Amichevole                                                              | -                                                                       |                                                                         |
| 26-3-2008                                                               | Spalato                                                                 | Montenegro                                                              | 3 – 1                                                                   | Norvegia                                                                | Amichevole                                                              | -                                                                       |                                                                         |
| 28-5-2008                                                               | Oslo                                                                    | Norvegia                                                                | 2 – 2                                                                   | Uruguay                                                                 | Amichevole                                                              | -                                                                       |                                                                         |
| 20-8-2008                                                               | Oslo                                                                    | Norvegia                                                                | 1 – 1                                                                   | Irlanda                                                                 | Amichevole                                                              | -                                                                       |                                                                         |
| 11-2-2009                                                               | Düsseldorf                                                              | Germania                                                                | 0 – 1                                                                   | Norvegia                                                                | Amichevole                                                              | -                                                                       |                                                                         |
| Totale                                                                  |                                                                         | Presenze                                                                | 8                                                                       |                                                                         | Reti                                                                    | 0                                                                       |                                                                         |

## Palmarès

### Club

#### Competizioni nazionali
- Coppa di Norvegia: 1

Viking: 2001